# Fontitrygon colarensis
Espèce
Synonymes
- Dasyatis colarensis Santos, Gomes & Charvet-Almeida, 2004[1]

Statut de conservation UICN

 VU A3d : Vulnérable
Fontitrygon colarensis est une espèce de raies de la famille Dasyatidae originaire des eaux peu profondes et saumâtres de l'estuaire de l'Amazone dans le Nord du Brésil. 
Ce poisson vit dans les baies durant la saison sèche et s'éloigne du littoral à l'arrivée de la saison des pluies. Il se distingue par le disque rhomboïdal formé par la nageoire pectorale, par un museau allongé, et par une bande sombre sous la lèvre inférieure. C'est une espèce de relativement grande taille puisque la largeur du disque du mâle est de 63 cm et celle de la femelle de 91 cm. La femelle donne naissance jusqu'à quatre petits, peut-être chaque année. Fontitrygon colarensis est une prise volontaire et accessoire de la pêche artisanale et de la pêche commerciale brésiliennes ; ces menaces venant s'ajouter à la faible zone de distribution et au taux de reproduction lent, l'Union internationale pour la conservation de la nature (UICN) a classé ce poisson dans la catégorie des espèces « Vulnérables ».

## Systématique
L'espèce Fontitrygon colarensis a été initialement décrite en 2004 par les ichtyologistes brésiliens Hugo Santos (d), Ulisses Gomes (d) et Patricia Charvet-Almeida (d) sous le protonyme de Dasyatis colarensis.
En 2016, à la suite d'une révision de la famille des Dasyatidae, Peter R. Last (d), Gavin J. P. Naylor (d) et Bernadette Manjaji-Matsumoto (d) reclassent cette espèce sous le taxon Fontitrygon colarensis.

## Description
Le disque pectoral de Fontitrygon colarensis est à peu près aussi long que large, il adopte une forme de diamant, avec des bordures arrondies et un museau finissant en pointe. La queue est longue et ressemble à un fouet, elle mesure plus de deux fois la longueur du disque. Le mâle atteint une longueur totale de 2,07 m et 63 cm de largeur, la femelle mesure 2,61 m de long et 91 cm de large.

## Biologie et écologie
Comme les autres espèces similaires, Fontitrygon colarensis est ovovivipare ; les migrations observées pourraient être liées à la reproduction puisque seules des femelles nouvellement fécondées se trouvent sur la côte. Les portées observées comprennent entre un et quatre petits, le cycle reproductif durerait un an.

## Statut de conservation
En raison de la taille réduite de la distribution de l'espèce, de la lenteur du cycle reproductif et des menaces représentées par la pêche, l'Union internationale pour la conservation de la nature range l'espèce dans la catégorie « Vulnérable ».

## Publication originale
- (en) Hugo R. S. Santos, Ulisses L. Gomes et Patricia Charvet-Almeida, « A new species of whiptail stingray of the genus Dasyatis Rafinesque, 1810 from the Southwestern Atlantic Ocean (Chondrichthyes: Myliobatiformes: Dasyatidae) », Zootaxa, Magnolia Press (d), vol. 492, no 1,‎ 16 avril 2004, p. 1–12 (ISSN 1175-5334 et 1175-5326, OCLC 49030618, DOI 10.11646/ZOOTAXA.492.1.1).